# Celleporina reginae
Celleporina reginae är en mossdjursart som beskrevs av Ryland och Hayward 1992. Celleporina reginae ingår i släktet Celleporina och familjen Celleporidae. Inga underarter finns listade i Catalogue of Life.